# Powstanie islamistów w Syrii
Powstanie islamistów w Syrii – zbrojne wystąpienie syryjskich radykalnych organizacji islamistycznych trwające od połowy 1979 do lutego 1982, wymierzone w rządy Hafiza al-Asada i Partii Baas.
Podstawową taktyką islamistów w toku powstania były ataki terrorystyczne na urzędników państwowych i oficerów, jak również osoby należące podobnie jak al-Asad i większość elity władzy do mniejszości alawickiej. Największe poparcie powstańcy zyskali w Hims, Aleppo i Hamie, gdzie w ostatnim tygodniu powstania doszło do otwartych walk i oblężenia miasta. Powstanie zostało stłumione przez wojska rządowe, organizacje terrorystyczne i islamskie faktycznie zlikwidowane. W toku niszczenia oddziałów miejskiej partyzantki islamistycznej w Hamie doszło do masakry mieszkańców starych dzielnic miasta, w której zginęło według różnych szacunków od 3 do nawet 25 tysięcy osób.

## Tło wydarzeń
Partia Baas przejęła władzę w Syrii drogą zamachu stanu w marcu 1963. Już wiosną roku następnego sunniccy przywódcy religijni otwarcie wystąpili przeciwko lewicowemu rządowi, rozpoczynając antyrządowe zamieszki w okolicach pierwszej rocznicy przewrotu. Największe powstanie wybuchło w Hamie, gdzie syryjski oddział Braci Muzułmanów był szczególnie silny, ciesząc się poparciem miejskich notabli, kupców i zdeklasowanych posiadaczy ziemskich. Wystąpienia zostały stłumione przez gen. Amina al-Hafiza, jednak organizacja Braci Muzułmanów nie została całkowicie zniszczona.
Po zamachu stanu Hafiza al-Asada i rozpoczęciu Ruchu Korygującego, którego elementem było ustanowienie ograniczonego pluralizmu organizacji politycznych, partie religijne w dalszym ciągu pozostały nielegalne. Nie można było również rejestrować stowarzyszeń grupujących określoną grupę wyznaniową. Tymczasem na fali ożywienia religijnego w świecie arabskim po przegranej wojnie sześciodniowej także w Syrii w podziemiu zaczęły rozwijać się sunnickie organizacje dążące do ustanowienia państwa wyznaniowego. Obok najsilniejszej, krajowego oddziału Stowarzyszenia Braci Muzułmanów, duże znaczenie zyskali Żołnierze Boga na czele z Marwanem al-Hadidim, Młodzież Mahometa, Islamska Partia Wyzwolenia, Islamski Ruch Wyzwolenia z centrum w Aleppo. Organizacje te uzyskiwały wsparcie finansowe z Arabii Saudyjskiej, a ich społecznym zapleczem było mieszczaństwo, zwłaszcza młodzi potomkowie sunnickich rodzin kupieckich i rzemieślniczych, przekonani o krzywdzeniu swojej warstwy społecznej przez alawicki i socjalistyczny rząd.
W drugiej połowie lat 70. XX wieku, po syryjskiej interwencji w wojnie domowej w Libanie w 1976, w Syrii zaczęło dochodzić do aktów terroru indywidualnego. Ofiarami zamachów padali oficerowie, urzędnicy państwowi, nauczyciele, lekarze i inni przedstawiciele inteligencji, w większości alawici, co sugerowało wybór celów zamachów według kryterium wyznaniowego. 16 czerwca 1979 w ataku na Szkołę Artylerii w Aleppo zamordowanych zostało od 32 do 83 kadetów wywodzących się ze społeczności alawickiej. O organizację zamachów władze państwowe na czele z Hafizem al-Asadem (złożone w większości z alawitów) oskarżyły Braci Muzułmanów. Określeniem tym posługiwano się w odniesieniu do wszystkich radykalnych organizacji sunnickich muzułmanów.
Jako przyczynę wybuchu fali terroru w stosunkowo stabilnym po 1970 państwie wymienia się załamanie gospodarcze przełomu lat 1976/1977 i w konsekwencji wzrost ubóstwa i innych problemów społecznych. Sprzyjało to wzrostowi poparcia dla funkcjonujących w podziemiu radykalnych organizacji islamskich, zwłaszcza wśród młodego pokolenia. Przy meczetach, gdzie oficjalnie nauczano Koranu i literackiego języka arabskiego, funkcjonowały tajne komórki szkolące młodych mężczyzn do walki z rządem Baas przy użyciu metod terrorystycznych.

## Seria ataków terrorystycznych w 1979 i 1980
Masakra w Szkole Artylerii w Aleppo stała się początkiem zmasowanej kampanii islamistów przeciwko rządowi al-Asada. Pojedynczy terroryści lub małe grupy przygotowane do prowadzenia partyzantki miejskiej atakowały członków partii Baas, Rosjan przebywających w Syrii, urzędy państwowe, posterunki policji, jednostki wojskowe oraz zakłady produkcyjne. Szczególnie silne okazało się podziemie islamistyczne w Hamie i Aleppo, gdzie pod kontrolą partyzantów znalazły się całe dzielnice. Między 1979 i 1981 tylko w Aleppo w zamachach terrorystycznych zginęło ponad 300 osób. Ofiarą islamistów padali głównie działacze partii Baas oraz alawici, jednak w kilku przypadkach zamordowani zostali sunniccy działacze religijni, którzy nawoływali do zaprzestania przemocy. Obok syryjskiego oddziału Braci Muzułmanów jedną z najsilniejszych organizacji walczących przeciwko rządowi była partyzancka grupa Walcząca Awangarda. Terroryści nie mieli jednolitego przywództwa, gdyż spontanicznie wyłaniani liderzy byli z reguły szybko aresztowani przez syryjskie siły bezpieczeństwa.
W odpowiedzi na akty terroru syryjskie siły bezpieczeństwa zabiły 2 tys. islamistów tylko w Aleppo, zaś dalsze tysiące osób znalazły się w więzieniach, gdzie poddawano ich torturom. Działania władz nie dawały spodziewanych rezultatów, a liczba zamachów w miarę represji jeszcze rosła. Na VII Kongresie Regionalnym Partii Baas (grudzień 1979-styczeń 1980) brat prezydenta Rifat al-Asad wezwał do bezwzględnego zwalczania islamistów i sam zaproponował, iż poprowadzi przeciwko nim wojnę. Po kongresie władze zaczęły kierować przeciwko partyzantom silniejsze niż dotąd oddziały wojska, jak również sformowały milicję ludową złożoną z członków rządzącej partii. Ze strachu przed ciągłymi atakami terrorystycznymi w miejscach publicznych wiele osób dotąd niezaangażowanych w konflikt postanowiła przyłączyć się do formacji prorządowych.

### Konfrontacja islamistów i sił rządowych 1980–1981
Niezadowoleni z braku wyraźnych sukcesów, islamiści postanowili zmienić taktykę działań antyrządowych. Udało im się przekonać kupców z Aleppo, by na dwa tygodnie zamknęli swoje stragany. Podobne akcje przeprowadzono w marcu 1980 w Dajr az-Zaur, Hamie, Hims, Hasace i Idlib. Bez powodzenia przekonywano natomiast do podobnego kroku kupców damasceńskich. Po stronie rządu al-Asada opowiedział się Badr ad-Din asz-Szallah kierujący Federacją Syryjskich Izb Handlowych. Był to wynik wprowadzonej w czasie Ruchu Korygującego polityki współpracy władz z zamożnym damasceńskim mieszczaństwem. 9 marca 1980 al-Asad skierował wojska desantowe do Dżisr asz-Szughur, gdzie islamiści zaatakowali koszary i biuro lokalnego oddziału partii Baas. W akcji pacyfikacyjnej zginęło ok. 200 powstańców. Kilka dni później do walki z islamistami w Aleppo skierowano 10 tys. żołnierzy i 250 pojazdów opancerzonych oraz paramilitarne Kompanie Obrony pod dowództwie Rifata al-Asada. Gdy rozmowy nie dały rezultatu, żołnierze przystąpili do przeczesywania całych dzielnic i dokonali masowych aresztowań podejrzanych o terroryzm. Cywilna ludność Aleppo, zmęczona ciągnącymi się od miesięcy aktami terroru islamistów, sama wspierała wojsko w ich wyłapywaniu.
W tym samym czasie po raz pierwszy do powstania publicznie odniósł się Hafiz al-Asad. 8 marca 1980, w czasie uroczystości rocznicy zamachu stanu z 1963, prezydent Syrii oznajmił, iż jest i pozostanie wyznawcą islamu, z całą surowością będzie natomiast zwalczał jego wrogów, którzy jedynie kupczą religią. W kwietniu kolejno odbywały się kongresy organizacji społecznych (kobiecych, studenckich, rolniczych itp.) działających pod egidą partii Baas, kolejno wyrażających poparcie dla walki z islamistami. Związki lekarzy i inżynierów, którym zarzucono niedostateczny entuzjazm w tym zakresie, zostały rozwiązane.
26 czerwca 1980 w Damaszku miał miejsce zamach na życie samego al-Asada, który ocalał dzięki własnemu opanowaniu i reakcji osobistych ochroniarzy, z których jeden zginął wskutek ataku. W odwecie Kompanie Obrony zostały skierowane do więzienia w Palmyrze i tam zabiły ok. 500 osób odbywających kary za udział w islamistycznych zamachach. 8 lipca samo członkostwo w Stowarzyszeniu Braci Muzułmanów stało się przestępstwem zagrożonym karą śmierci, z tym, że osoby ujawniające się w ciągu miesiąca od ogłoszenia nowych przepisów miały nie ponieść konsekwencji z tytułu wcześniejszej aktywności. W sierpniu 1980 w Aleppo oraz w kwietniu 1981 w Hamie wojska tłumiące wystąpienia islamistyczne dokonywały doraźnych egzekucji mężczyzn powyżej czternastego roku życia. Syryjski oddział zniszczył także obóz treningowy Braci Muzułmanów w Jordanii.
Jesienią 1980 islamiści kontynuowali walkę z rządem. W grudniu 1980 ogłosili powstanie Frontu Islamskiego, zaś w kolejnych zamachach zginęli osobiści przyjaciele al-Asada: przywódca Narodowego Frontu Postępu Darwisz az-Zuni oraz lekarz Jusuf Sajjigh. Front Islamski zapowiedział utworzenie w Syrii islamskiego państwa respektującego wolność słowa, wolność wyborów, niezawisłość sądownictwa oraz wprowadzającego prawdziwą reformę rolną. Przywódcami organizacji zostali Sad ad-Din, Ali Sadr ad-Din al-Bajanuni oraz Sajjid Hawwa (wszyscy trzej przebywali poza Syrią). Front Islamski stał się rozpoznawalny na Zachodzie i w całym świecie arabskim, zaczął zdobywać zwolenników, jak również materialne wsparcie od sympatyków w Arabii Saudyjskiej, Jordanii i Egipcie.
W sierpniu 1981 partyzantom islamskim po raz pierwszy udało się dokonać poważnego aktu terroru w samym Damaszku, w sąsiedztwie budynku kancelarii premiera. We wrześniu i październiku za ich sprawą doszło do eksplozji samochodów-pułapek w pobliżu dowództwa Sił Powietrznych oraz biura radzieckich ekspertów. Najkrwawszy zamach miał miejsce 29 listopada, gdy islamiści zaatakowali kompleks agencji wywiadowczych, zabijając ok. 100 przypadkowych osób. Ponieważ mniejsze ataki (np. podpalenia państwowych sklepów z żywnością i akty agresji wobec członków partii) powtarzały się stale, w Damaszku wprowadzono nadzwyczajne środki bezpieczeństwa. Sam al-Asad niemal nie opuszczał swojego domu, zwłaszcza po tym, gdy 6 października 1981 w Kairze z rąk islamistów zginął prezydent Anwar as-Sadat, a jemu samemu grożono podzieleniem jego losu.

## Walki w Hamie i ich stłumienie
W lutym 1982 przeszukujący stare miasto w Hamie oddział wojska syryjskiego wpadł w pułapkę, część jego żołnierzy zginęła z rąk islamistów. Po tym wydarzeniu armia syryjska otoczyła miasto, będące dotąd bastionem religijnej opozycji sunnickiej, w odpowiedzi dowódcy powstańców wydali rozkaz przystąpienia do otwartej walki. Powstańcy zajęli początkowo centrum miasta. Następnie zostali wyparci do starszych dzielnic Hamy. Do zwalczania islamistów skierowano 12 tys. żołnierzy, z których część zdezerterowała i przeszła na stronę przeciwnika. Ostatnimi bastionami oporu partyzantów były dzielnice Kajlani i Barudi. Podczas walk fundamentaliści zabili 70 członków miejscowych struktur partii Baas, często w ich własnych domach. Wezwania do walki z rządem nadawane były przez megafony z meczetów. Walczący w Hamie liczyli, że ich postawa skłoni do podobnych wystąpień ludność pozostałych miast. Nadzieje te nie spełniły się; ani w stolicy, ani w innych miastach nie doszło do islamistycznych buntów na podobną skalę. Opór w Hamie wojsko stłumiło ostatecznie niszcząc całkowicie dzielnice opanowane przez powstańców. Przy zwalczaniu oddziałów powstańczych powszechne były akty przemocy wobec cywilów, w tym rozstrzeliwanie całych rodzin; znaczna część kobiet i dzieci zbiegła jednak z Hamy jeszcze przed okrążeniem miasta przez oddziały rządowe. Przemoc wobec cywilów nie ustała nawet po opanowaniu miasta przez wojsko. Znaczącą rolę w tłumieniu powstania odegrał Rifat al-Asad i dowodzone przez niego Kompanie Obrony.
Liczbę ofiar po obydwu stronach oficjalnie szacowano na 3 tys. osób, podczas gdy krytycy rządu al-Asada mówili nawet o 20 tys. zabitych. W literaturze jako prawdopodobne padają liczby rzędu 10-25 tys. ofiar lub niższa 5-10 tys.. Zabytkowe centrum Hamy uległo całkowitej destrukcji, a w kolejnych latach przebudowano całe miasto.

## Konsekwencje
Po stłumieniu powstania islamistów państwo nadal utrzymywało pod ścisłym nadzorem wszystkie organizacje religijne. Aresztowania i wyroki śmierci lub długoletniego więzienia wymierzane działaczom islamistycznych ugrupowań uniemożliwiły im dalsze działanie w podziemiu. Syryjskie służby specjalne objęły również ściślejszą kontrolą wymianę ludzi i pieniędzy między Syrią a sunnickimi monarchiami Zatoki Perskiej. Równocześnie państwo starało się promować w miejsce islamu radykalnego islam umiarkowany, pod egidą ministerstwa spraw wewnętrznych mogły działać muzułmańskie stowarzyszenia charytatywne i kulturalne. Od lat 90. XX wieku al-Asad nie ograniczał także wznoszenia nowych meczetów, wydawania prasy sunnickiej i noszenia tradycyjnych strojów. Do śmierci al-Asada w Syrii nie odrodził się muzułmański radykalizm.
Powstanie islamistów sprawiło, iż al-Asad uwierzył w międzynarodowy spisek przeciwko jego rządom, w którym miały brać udział Stany Zjednoczone, Jordania, Liban, Irak i Izrael. Jego zarzuty były po części uzasadnione - do wspierania partyzantów w 1985 przyznał się król Jordanii Husajn, śledztwo wykazało także uzyskiwanie przez nich pomocy irackiej, a na mniejszą skalę także od chrześcijańskich milicji libańskich. Część zatrzymanych partyzantów posługiwała się bronią amerykańską, co dla al-Asada było dowodem zaangażowania USA w próbę obalenia jego rządu.